# Ez az én szeretőm
Az Ez az én szeretőm kezdetű csárdás dallamát Simonffy Kálmán szerezte, szövegét Szelestey László írta.
Feldolgozás:
| Szerző        | Mire          | Mű                    |
| ------------- | ------------- | --------------------- |
| Farkas Ferenc | ének, zongora | 50 csárdás, 39. kotta |

## Kotta és dallam
Ez az én szeretőm, ez a kicsi barna.

Olyan az ajaka, mint a piros alma.

Pici piros alma terem minden sorba',

de  ilyen szép kislány nem minden bokorba'.

## Felvételek
- Múltidéző. Csík Zenekar  YouTube (2014)  (Hozzáférés: 2016. április 8.) (audió) 4:16–4:41.
- Ez az én szeretőm. Énekel: Palló Imre, kísér Lakatos Sándor és népi zenekara  YouTube (1954. augusztus 13.)  (Hozzáférés: 2016. április 8.) (audió)
- Bujdosik a kedves rózsám valahol - Ez az én szeretőm, ez a pici barna. Énekel: Cselényi József  Nótakedvelők Klubja (Hozzáférés: 2016. április 8.) (audió és szöveg) 2:00-tól.[halott link]